# 6つの小品 (ヴェーベルン)
『管弦楽のための6つの小品』（独: 6 Stücke für Orchester ）作品6は、アントン・ウェーベルンが1909年に作曲した管弦楽曲。4管編成の大管弦楽のために書かれたが、1928年にオーケストレーションと速度標語を変更した2管編成版が作られ、師であるシェーンベルクに捧げられた。4管編成版、2管編成版ともに演奏される。

## 概要
全体は無調で書かれているが、難解なウェーベルンの作品の中では比較的分かりやすいポピュラーなものであり、1909年に作曲されたシェーンベルクの『管弦楽のための5つの小品』との密接な関連性が指摘されている。ウェーベルンが23歳の時に経験した母親の死（1906年）が作品の背景となっており、叙情的でありながら、全体は暗い雰囲気に覆われている。各曲の持つ隠された標題は作曲者が1913年1月13日にシェーンベルクに宛てた手紙や、1933年の全ドイツ音楽協会の第63回音楽祭での演奏に寄せたコメントから察することができる。それらをまとめると次のようになる。
- 第1曲：母親がまだ生きていてくれたら、という希望を持ち続けつつも、すでに痛ましい不幸と破局を予感している。
- 第2曲：ケルンテンへ向かう列車の中で真実を悟る。予感が現実となる。
- 第3曲：母親の棺に置いたエリカ（ツツジ科の植物）の花の香り。
- 第4曲：葬送行進曲。棺とともに墓地へ向かう。
- 第5曲、第6曲：葬式の日の夜の不思議な気持ち。追憶と諦観。

各曲には標題はつけられておらず、第4曲のテンポ設定として「葬送行進曲」（marcia hunebre ）の指示があるだけであったが、1928年の改訂の際にそれも削除され、「ごく普通の速度で」（Sehr mässig）に改められた。
6つの曲それぞれは平均で25小節という短さであり、最も長い第4曲で41小節、最も短い第3曲に至っては11小節しかない。しかし、デリケートで表情豊かな旋律、色彩的な楽器の組み合わせなどにより、充実した内容と洗練された表現を示している。
ウェーベルンの作風を"ピアニシモ・エスプレッシーヴォ"と表現することがあり、これは『6つの小品』においても当てはまるが、第2曲や第4曲では激しい ff や fff が現れる。特に第4曲（葬送行進曲）の最後2小節における打楽器（4管編成版では8名の打楽器奏者による）の f から fff へのクレッシェンドは、ものすごい迫力を持っている。

## 演奏時間
11分半 - 12分

## 初演
- 4管編成版：1913年3月31日　ウィーン楽友協会においてシェーンベルクの指揮による[4]。
- 2管編成版：1929年1月27日　ベルリンにおいて、ヘルマン・シェルヘンの指揮による[3]。

## 編成

### 4管編成版 (原典版）
- フルート4
  - ピッコロ2（3番、4番フルート奏者が持ち替える）
  - アルトフルート1（フルート奏者が持ち替える。第4曲で3小節間のみ使用。）
- オーボエ2
- コーラングレ2
- クラリネット3
  - Esクラリネット1（3番クラリネット奏者が持ち替える）
- バスクラリネット2
- ファゴット2
  - コントラファゴット1（2番ファゴット奏者が持ち替える）
- ホルン6（1番奏者以外は常にミュートを付ける）
- トランペット6（常にミュートを付ける）
- トロンボーン6（常にミュートを付ける）
- チューバ1（常にミュートを付ける）
- ハープ2
- チェレスタ1
- ティンパニ3
- トライアングル
- グロッケンシュピール
- ルーテ
- シンバル
- 銅鑼
- スネアドラム
- バスドラム
- 低音の鐘2
- 弦五部

各曲ごとに使用楽器が大幅に異なる。

### 2管編成版
- フルート2（2番奏者はピッコロに持ち替え）
- オーボエ2
- クラリネット2
- バスクラリネット1
- ファゴット2（2番奏者はコントラファゴットに持ち替え）
- ホルン4（1番奏者以外は常にミュートを付ける）
- トランペット4（常にミュートを付ける）
- トロンボーン4（常にミュートを付ける）
- チューバ1（常にミュートを付ける）
- ハープ1
- チェレスタ1
- ティンパニ3
- トライアングル
- グロッケンシュピール
- シンバル
- 銅鑼
- スネアドラム
- バスドラム
- 低音の鐘2
- 弦五部

### 作曲者自身による室内楽版(1920)※リノス・アンサンブルによる録音あり
- フルート
- オーボエ
- クラリネット
- ヴァイオリン2
- ヴィオラ
- チェロ
- コントラバス
- ピアノ
- ハルモニウム
- 打楽器（上記のCDには"percussion"とだけ記されているので具体的な使用楽器は明白でない）

## 構成
()内の指示は2管編成版。
- 第1曲 Etwas bewegte (Langsam)
- 第2曲 Bewegt
- 第3曲 Zart bewegt (mässig)
- 第4曲 Langsam, marcia funebre (Sehr mässig)
- 第5曲 Sehr Langsam
- 第6曲 Zart bewegt (Langsam)

## 評価
作曲家で哲学者のオドール・アドルノは作品の演奏時間の短さについて「まともに知覚すらできないうちに聴衆を沈黙へと置き去りにしてしまう、彼の多くの楽曲のショック的な短さ」と指摘した上で、作中を支配するピアニッシモの極小とフォルティッシモの轟音などの差について、初演時に起こっていた第一次世界大戦などを比喩的に用いながら「極めて繊細な魂のうごめきのこだまとのみ受け取ってはならない、これ以上考えられない極度の弱音は、無限に遠くから聞こえる無限に強大な爆音の威嚇するような影である。」と表現した。
音楽学者の岡田暁生は作品の編成の大きさと演奏時間の短さについて、グスタフ・マーラーやリヒャルト・シュトラウスのような巨大編成と、本来ならば1時間ほどかけて展開されてもおかしくないものをわずか数分に圧縮して炸裂させていると表現した。